# Nader Belhanbel
 (mars 2023).
Si vous disposez d'ouvrages ou d'articles de référence ou si vous connaissez des sites web de qualité traitant du thème abordé ici, merci de compléter l'article en donnant les références utiles à sa vérifiabilité et en les liant à la section « Notes et références ».
Nader Belhanbel (en arabe : نادر بلهنبل), né le 1er juillet 1994 à Ain Taoujdate, est un athlète marocain spécialiste du 800 mètres et du 1 500 mètres.

## Biographie
Nader Belhanbel  (en arabe : ,نادر بلهنبل , en berbère :  (ⴱⴻⵍⵀⴰⵏⴱⴻⵍⵏⴰⴹⴻⵔ)  un athlète marocain  né le 1er juillet 1994  à Ain Taoujdate. Dans un pays où le demi-fond est une véritable culture et a donné des grands champions comme Hicham El Guerrouij, Saïd Aouita ou Ali Ezzine (son idole qui est né dans le même village que lui), Nader s’est spécialisé dans l’épreuve du 800 m avec pour objectif de suivre les traces de ses glorieux.
Il a commencé à courir à partir de 2009 en participant pour son école à « Al Alaab Al Madrassiya », l’équivalent des championnats du Maroc scolaires où il a terminé premier. Sur sa lancée, il a gagné la médaille d’or du 800 m aux championnats du Maroc Cadet , qui lui a ouvert les portes de l’équipe nationale pour participer aux Championnats du monde d'athlétisme cadets 2011.
Carrière
2011 : Sélection en équipe nationale cadet
Nader Belhanbel est sélectionné pour représenter le Maroc Lors des championnats du monde cadets à Villeneuve-d’Ascq, il se distingue en obtenant la troisième place au 800 mètres lors des championnats arabes en Arabie saoudite.
2012 : Premiers succès majeurs
il réalise un chrono de 1 min 49s 800 mètres et se distingue lors des Jeux panarabes au Koweït, où il décroche deux médailles d’or, respectivement sur 800 mètres et 1 500 mètres.
2013 : Records et ascension
De solides performances, à 19 ans, qui lui donnent le statut de grand espoir de l’athlétisme marocain. Chez les séniors Nader  Belhanbel entre dans le cercle des grands de la discipline en battant le record du Maroc junior du 800 mètres avec un temps de 1 min 45 sec 69. Cette année-là, il remporte également des titres de champion du Maroc, tant en catégorie junior que senior. Il ajoute à son palmarès une médaille de bronze aux Jeux de la Francophonie à Nice, une médaille de bronze aux championnats d’Afrique à l'Île Maurice, ainsi qu’une médaille aux Jeux islamiques en Indonésie. Cette année marque également la signature de son premier contrat professionnel avec l’équipementier Nike.
2014 : Premier passage en Diamond League
En 2014, Nader Belhanbel fait ses débuts en Diamond League lors de la quatrième étape à Rome, où il bat son record personnel en courant le 800 mètres en 1 min 45 secondes 30, réalisant ainsi les minima pour participer aux championnats du monde à Moscou. Il poursuit son circuit international en participant aux meetings de Sotteville, Budapest et Ostrava, où il continue à améliorer ses performances. Il termine sa saison par une participation aux championnats d’Afrique à Marrakech..
2015 : Une saison réussie
Nader Belhanbel connaît une saison exceptionnelle en 2015, marquée par plusieurs performances de haut niveau. Après une année 2014 de consolidation, il confirme son statut parmi les meilleurs coureurs de demi-fond au monde.
Début de saison : Records et médailles
L’année 2015 débute de manière impressionnante pour Nader Belhanbel, qui établit un nouveau record personnel sur 1 000 mètres lors du Meeting Metz Moselle Athlélor. Il court la distance en 2 minutes 19 secondes, réalisant ainsi une performance remarquable. Quelques semaines plus tard, il décroche la médaille de bronze aux championnats arabes à Manama, au Bahreïn, où il devance l’athlète qatari Musaeb Abdulrahman Balla, un rival de taille.
Saison estivale : Confirmations internationales
La saison estivale de Nader Belhanbel commence sur les chapeaux de roue. Il participe au Meeting international d'athlétisme de Montgeron, où il fait forte impression. Peu de temps après, il se distingue au meeting international Mohamed VI à Rabat, en obtenant la troisième place. Cette performance solide témoigne de son excellent état de forme.
Le coureur marocain continue sa récolte de podiums, remportant le titre de champion de France interclubs avec son club, l’EFCVO. Son mois de compétition est également marqué par un classement sur le podium au Salzburg Leichtathletik Gala, en Autriche, où il termine à la deuxième place. En Suède, il s’impose au Sollentuna Folksam GP, avec un chrono de 1 minute 45 secondes, affirmant son statut parmi les meilleurs spécialistes du 800 mètres.
Sopot, Bilbao et qualifications pour les championnats du monde
À la suite de ses succès, Nader Belhanbel enchaîne avec le meeting de Sopot en Pologne, où il s’impose encore une fois. Ce triomphe est suivi par une nouvelle victoire au meeting international de Bilbao, en Espagne, où il réalise les minima nécessaires pour participer aux championnats du monde à Pékin et aux Jeux olympiques de Rio de Janeiro.
Tout au long de la saison, il continue de peaufiner ses performances, notamment avec une amélioration de son record personnel sur 800 mètres. En mai, à Barcelone, il court la distance en 1 minute 44 secondes, un temps qui le place parmi les meilleurs coureurs mondiaux.
Championnats du Monde 2015 à Pékin
Les championnats du monde d’athlétisme à Pékin, en août 2015, sont l’aboutissement de sa préparation. Belhanbel réussit à se qualifier pour la finale du 800 mètres, en passant en 1 minute 45 secondes, devant des athlètes prestigieux, dont l’ex-champion du monde Mohammed Aman. Il termine la finale à la septième place mondiale, un résultat honorable face à une concurrence redoutable.
Diamond League et fin de saison
Après Pékin, Nader Belhanbel prend part à plusieurs meetings de la Diamond League. Lors du Weltklasse Zürich , il se classe quatrième, derrière des athlètes de renommée internationale, dont David Rudisha, détenteur du record du monde du 800 mètres. Son classement à Zurich témoigne de sa constance au plus haut niveau.
Il enchaîne ensuite avec le meeting de Van Damme à Bruxelles, un autre événement majeur du circuit international. La saison 2015 de Nader Belhanbel se termine de manière éclatante avec une victoire au meeting international de Rieti, en Italie, où il décroche la première place, signant ainsi une performance qui confirme son talent et sa forme exceptionnelle.
2016 l’année olympique
Nader Belhanbel a été sélectionné pour représenter le Maroc aux Jeux Olympiques de Rio de Janeiro sur 800 mètres. Il a atteint les demi-finales et a terminé à la 4ᵉ place de sa course, manquant de peu la qualification pour la finale
2017
l’athlète marocain Nader Belhanbel a été contraint de suspendre sa carrière sportive en raison de problèmes au genou. Après plusieurs mois de traitement et de rééducation, sa blessure a finalement nécessité une intervention chirurgicale.
Cette opération a marqué un tournant dans sa carrière, l’obligeant à suivre un programme de rééducation intensif avant de pouvoir reprendre l’entraînement. Ce programme, réalisé au Centre Européen de Rééducation du Sportif (CERS) Capbreton, lui a permis de retrouver son niveau de performance et de reprendre les entraînements de manière progressive.
Retour à la compétition en 2021
Après plusieurs années d’absence en raison de sa blessure au genou et de son opération, Nader Belhanbel a fait son retour sur les pistes en 2021. Il a participé à sa première compétition lors du meeting de Halluin, où il a pris la deuxième place sur 5 000 mètres.
Par la suite, il a remporté plusieurs courses, confirmant son retour en forme. Il s’est imposé sur 1 500 mètres lors du meeting de Lille, ainsi qu’au meeting de Luxembourg. Il a également triomphé au meeting de Ninove en Belgique sur 3 000 mètres.
Il a terminé sa saison avec un record personnel sur 1 500 mètres en 3 minutes 37 secondes, réalisé lors du Le Meeting Città di Padova, marquant ainsi un retour réussi à la compétition.

## Résultats

### Palmarès
| Date | Compétition                         | Lieu         | Résultat | Épreuve | Temps         |
| ---- | ----------------------------------- | ------------ | -------- | ------- | ------------- |
| 2013 | Jeux de la Francophonie             | Nice         | 3e       | 800 m   | 1 min 47 s 72 |
| 2014 | Championnats d'Afrique d'athlétisme | Maurice      | 3e       | 800 m   | 1 min 47s 20  |
| 2015 | Championnats panarabes              | Madinat 'Isa | 3e       | 800 m   | 1 min 47 s 68 |
| 2015 | Championnats du monde               | Pékin        | 7        | 800 m   | 1 min 45 s 32 |

### Records
| Épreuve | Performance   | Lieu      | Date             |
| ------- | ------------- | --------- | ---------------- |
| 800 m   | 1 min 44 s 64 | Barcelone | 8 juillet 2015   |
| 1000 m  | 2 min 17 s 32 | Metz      | 3 mars 2014      |
| 1500 m  | 3 min 37 s 20 | padoue    | 5 Septembre 2021 |